# Кубок Нідерландів з футболу 2021—2022
Кубок Нідерландів з футболу 2021–2022 — 104-й розіграш кубкового футбольного турніру в Нідерландах. Титул захищав Аякс, який поступився ПСВ, що вдесяте здобув Кубок Нідерландів.

## Календар
| Раунд                   | Дата               | Матчі | Клуби   |
| ----------------------- | ------------------ | ----- | ------- |
| Перший попередній раунд | 14 серпня 2021     | 6     | 90 → 84 |
| Другий попередній раунд | 21–23 вересня 2021 | 25    | 84 → 59 |
| Перший раунд            | 26–28 жовтня 2021  | 27    | 59 → 32 |
| 1/16 фіналу             | 14–16 грудня 2021  | 16    | 32 → 16 |
| 1/8 фіналу              | 18–20 січня 2022   | 8     | 16 → 8  |
| 1/4 фіналу              | 8–10 лютого 2022   | 4     | 8 → 4   |
| 1/2 фіналу              | 1–3 березня 2022   | 2     | 4 → 2   |
| Фінал                   | 17 квітня 2022     | 1     | 2 → 1   |

## 1/8 фіналу
| Команда 1     | Рахунок | Команда 2                  |
| ------------- | ------- | -------------------------- |
| 18 січня 2022 |         |                            |
| Валвейк       | 4:2 дч  | АДО Ден Гаг (2)            |
| Геренвен      | 0:1     | Гоу Егед Іглс              |
| Вітессе       | 2:0     | ДФШ'33 (4)                 |
| 19 січня 2022 |         |                            |
| Гронінген     | 1:2     | Неймеген                   |
| НАК Бреда (2) | 2:1     | Зволле                     |
| Твенте        | 1:2     | АЗ                         |
| 20 січня 2022 |         |                            |
| ПСВ           | 2:1     | Телстар (2)                |
| Аякс          | 9:0     | Ексельсіор (Маасслейс) (3) |

## 1/4 фіналу
| Команда 1      | Рахунок | Команда 2     |
| -------------- | ------- | ------------- |
| 8 лютого 2022  |         |               |
| ПСВ            | 4:0     | НАК Бреда (2) |
| 9 лютого 2022  |         |               |
| Аякс           | 5:0     | Вітессе       |
| Валвейк        | 0:4     | АЗ            |
| 10 лютого 2022 |         |               |
| Неймеген       | 0:2     | Гоу Егед Іглс |

## 1/2 фіналу
| Команда 1      | Рахунок | Команда 2 |
| -------------- | ------- | --------- |
| 2 березня 2022 |         |           |
| Гоу Егед Іглс  | 1:2     | ПСВ       |
| 3 березня 2022 |         |           |
| АЗ             | 0:2     | Аякс      |

## Фінал
| 17 квітня 2022 19:00 (18:00 CEST) |

| ПСВ                     | 2:1      | Аякс           |
| ----------------------- | -------- | -------------- |
| Гутьєррес 48' Гакпо 50' | Протокол | Гравенберх 23' |

| Де Кейп, Роттердам Глядачів: 47 500 Арбітр: Данні Маккелі |